# Walfordita
La walfordita es un mineral de la clase de los minerales óxidos. Fue descubierta en 1996 en el yacimiento El Indio en la provincia de Elqui, región de Coquimbo (Chile), siendo nombrada así en honor de Phillip Walford, geólogo canadiense. Un sinónimo es su clave: IMA1996-003.

## Características químicas
Es un óxido de telurio anhidro sin aniones adicionales y con cationes de hierro, telurio, titanio y magnesio.
Es el análogo con Fe3+ de la winstanleyita.

## Formación y yacimientos
Se ha encontrado en la zona de oxidación de rocas riolitas silificadas brechificadas ricas en telurio y en rocas piroclastos dacíticas.
Suele encontrarse asociado a otros minerales como: alunita, rodalquilarita, oro nativo, emmonsita, jarosita o pirita.